# Armando Ribeiro
Armando Ribeiro de Aguiar Malda (Sopela, 16 gennaio 1971) è un ex calciatore spagnolo.

## Carriera
Portiere basco cresciuto nel Logroñés, a 20 anni esordisce in terza serie spagnola nella squadra riserve della stessa società. Dopo aver militato nella medesima categoria con le riserve dello Real Sporting de Gijón ed il Bermeo, sale nella serie B spagnola grazie al passaggio al Deportivo Alavés.
Dopo una parentesi con i baschi del Barakaldo, viene acquistato dal Cadice diventandone ben presto una bandiera: in nove anni colleziona ben 266 presenze, passando dalla terza serie alla serie A spagnola.
Nell'estate 2007 passa all'Athletic Club di Bilbao, con cui esordisce il 3 febbraio 2008 in Real Saragozza-Athletic 1-0.
Termina la carriera tre anni più tardi, al termine della stagione 2009-2010, rimanendo nel club basco come preparatore dei portieri delle giovanili.